# Dobrava
Dobrava este o arie protejată (arie specială de conservare — SAC, sit de importanță comunitară — SCI) din Slovenia întinsă pe o suprafață de 102,25 ha, integral pe uscat.

## Localizare
Centrul sitului Dobrava este situat la coordonatele 46°33′56″N 15°53′17″E / 46.5656°N 15.8881°E.

## Înființare
Situl Dobrava a fost declarat sit de importanță comunitară în aprilie 2004 pentru a proteja 1 specie de animale. Situl a fost protejat și ca arie specială de conservare în februarie 2012.

## Biodiversitate
Situată în ecoregiunea continentală, aria protejată conține 1 habitat natural: Păduri ilirice de stejar și carpen (Erythronio-Carpinion).
La baza desemnării sitului se află o specie protejată de  nevertebrate: fluturele-tigru (Callimorpha quadripunctaria).